# Lo Pagán
Lo Pagán es una pedanía del municipio de San Pedro del Pinatar; se encuentra en el litoral del Mar Menor, en la comunidad autónoma de Región de Murcia, al sureste de España. Limita al norte con Los Cuarteros y al sur con Santiago de la Ribera que es pedanía de San Javier.

## Toponimia
Es topónimo de la familia Pagán y Ayuso; en concreto de Pedro Pagán y Ayuso, personaje del siglo XIX dueño de la finca "Vistabella", que también dio su nombre a una calle de San Pedro del Pinatar. Fue el primero que se instaló junto a la costa en su finca situada en el límite de la demarcación con San Javier (lo que ahora es la urbanización "La Pinada"), levantando una gran casa con una torre similar a un castillo medieval, hoy desaparecida. Más tarde se levantarían dos torres más. El paseo "Los Castillicos" que discurre junto al mar frente a "La Pinada" debe su nombre al parecido que tenían esas torres con un castillo.

## Historia
Antes de llamarse esta zona costera como Lo Pagán, se conocía como Vistabella, igual que la propiedad de Pedro, según da fe la crónica del óbito en 1899 de Emilio Castelar, presidente de la Primera República Española.
Enrique Pagán y Ayuso, hermano de Pedro, también levantó aquí su casa que se conserva actualmente como “Villa Estrella”, y donde nació en 1890 su hija Estrella. 
Fotos aéreas de 1921 muestran que, salvo las viviendas veraniegas en primera línea de playa y junto a la carretera de San Pedro del Pinatar a La Ribera; el resto estaba despoblado, con excepción de la antigua ermita de La Generala y las pocas y modestas casas del "Gurugú" pertenecientes a pescadores.
La playa de La Puntica es de las primeras utilizadas en el Mar Menor ya que desde finales del siglo XIX tenía instaladas casetas y balnearios que se adentraban en el mar. A mitad del siglo XX se aumentó la extensión de algunas zonas de la playa con arena de otros lugares.

## Fiestas
La fiesta más importante es la romería de la Virgen del Carmen, se celebra el 16 de julio y se transporta la imagen desde la Iglesia de San Pedro, para embarcarla y pasearla por el Mar Menor; por la noche se regresa con la imagen tras un día de actividades festivas.

## Turismo y medio ambiente

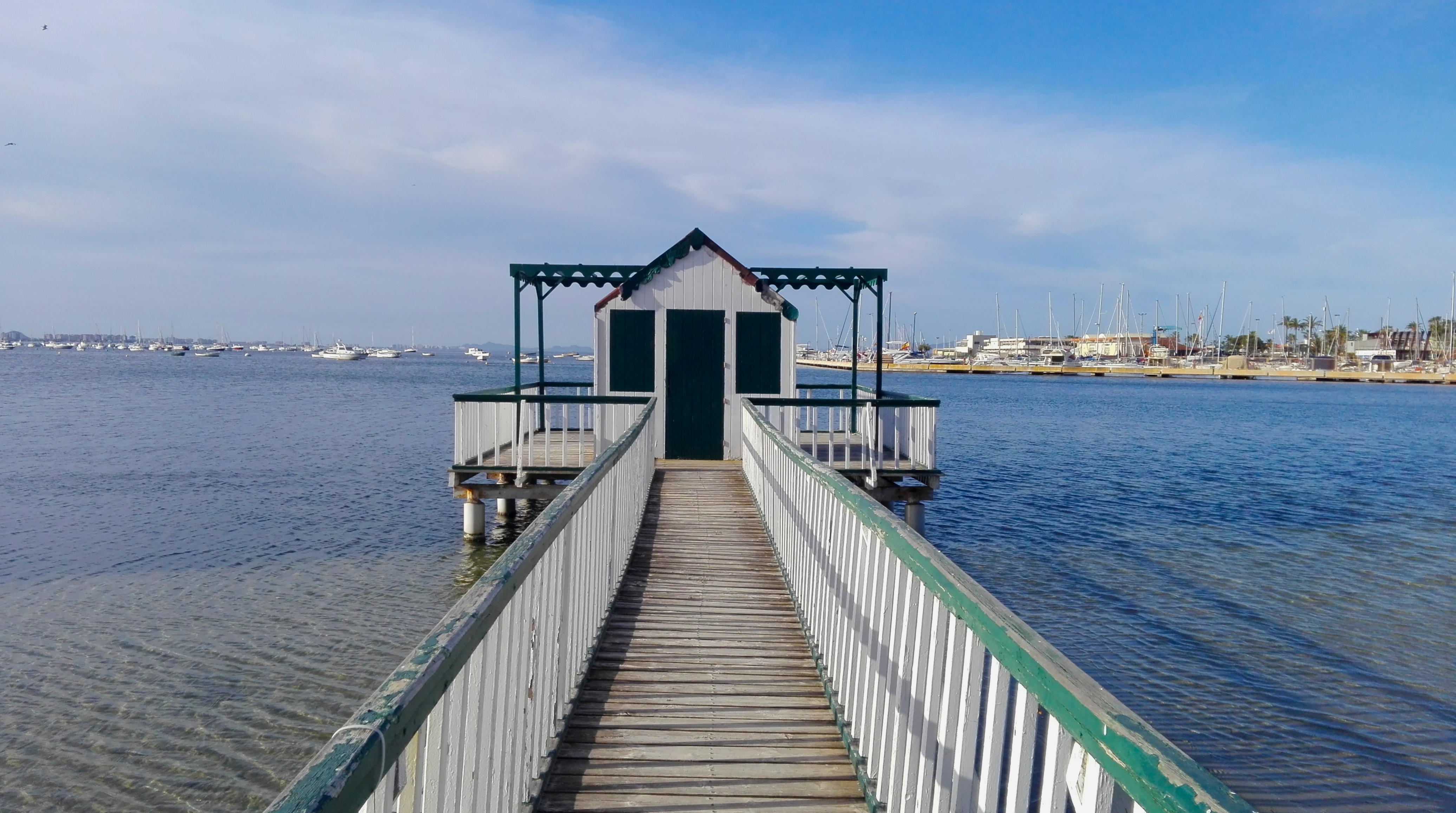
Balneario de las monjas en la playa de Villananitos.

Al norte se encuentra el parque natural de las Salinas y Arenales de San Pedro del Pinatar. 
Dispone de un muelle pesquero y un puerto deportivo-club náutico. 
Como se trata de un destino turístico de la Costa Cálida se le suele dar este nombre al conjunto de playas e instalaciones de esta pedanía y las circundantes.
Por la noche se puede disfrutar de una variedad de Pubs en la conocida "Curva de Lo Pagán" la cual fue reabierta hacia finales del año 2012.

## Transporte

### Autobús
El servicio de viajeros por carretera del municipio se engloba dentro de la marca Movibus, el sistema de transporte público interurbano de la Región de Murcia (España), que incluye los servicios de autobús de titularidad autonómica.
| Línea | Recorrido                                                                                           | Recorrido                                                                                           | Recorrido                                                                                           | Operador       |
| ----- | --------------------------------------------------------------------------------------------------- | --------------------------------------------------------------------------------------------------- | --------------------------------------------------------------------------------------------------- | -------------- |
| 46    | San Pedro del Pinatar - San Javier - Los Alcázares - Cabo de Palos                                  | San Pedro del Pinatar - San Javier - Los Alcázares - Cabo de Palos                                  | San Pedro del Pinatar - San Javier - Los Alcázares - Cabo de Palos                                  | ALSA (TUCARSA) |
| 47    | Cartagena - Los Alcázares - San Javier - Santiago de la Ribera - San Pedro del Pinatar              | Cartagena - Los Alcázares - San Javier - Santiago de la Ribera - San Pedro del Pinatar              | Cartagena - Los Alcázares - San Javier - Santiago de la Ribera - San Pedro del Pinatar              | ALSA (TUCARSA) |
| 48A   | San Pedro del Pinatar - Santiago de la Ribera - San Javier - Hospital Los Arcos                     | San Pedro del Pinatar - Santiago de la Ribera - San Javier - Hospital Los Arcos                     | San Pedro del Pinatar - Santiago de la Ribera - San Javier - Hospital Los Arcos                     | ALSA (TUCARSA) |
| 49    | San Pedro del Pinatar - Santiago de la Ribera - San Javier - Hospital Los Arcos - Balsicas - Roldán | San Pedro del Pinatar - Santiago de la Ribera - San Javier - Hospital Los Arcos - Balsicas - Roldán | San Pedro del Pinatar - Santiago de la Ribera - San Javier - Hospital Los Arcos - Balsicas - Roldán | ALSA (TUCARSA) |

Además, presta servicio la siguiente línea interurbana:
| Línea     | Recorrido                       | Operador |
| --------- | ------------------------------- | -------- |
| MUR-092-2 | Murcia - San Javier - Campoamor | Interbus |

También presta servicio la siguiente línea de largo recorrido:
| Línea   | Recorrido                      | Operador |
| ------- | ------------------------------ | -------- |
| VAC-055 | Madrid - Alicante con hijuelas | ALSA     |

### Marítimo
Existe un ferry que conecta Lo Pagán con La Manga del Mar Menor durante la temporada estival.

## Problemas medioambientales
Lo Pagán padece en los últimos años las consecuencias de la degradación del Mar Menor, provocada entre otras causas por el cambio de un modelo de agricultura de secano a una agricultura de regadío que vierte nitratos y produce eutrofización, se desarrolla la llamada "sopa verde" y como consecuencia se da la anoxia o ausencia de oxígeno que ocasiona en ocasiones la muerte de peces de la laguna salada.  También se ha visto afectada la población de la fauna con episodios como la superpoblación de medusas.

## Galería de imágenes

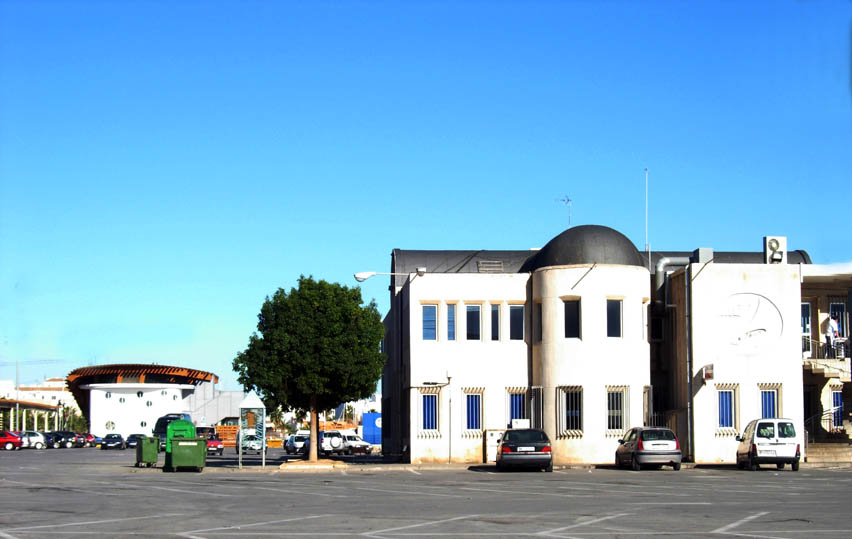
Casa del Mar con entrada al Club Náutico al fondo.
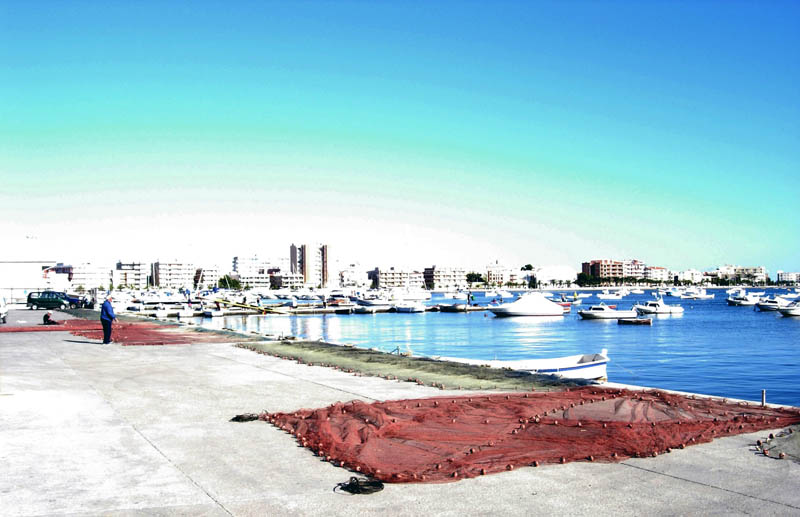
Muelle pesquero junto a la lonja de pescado.
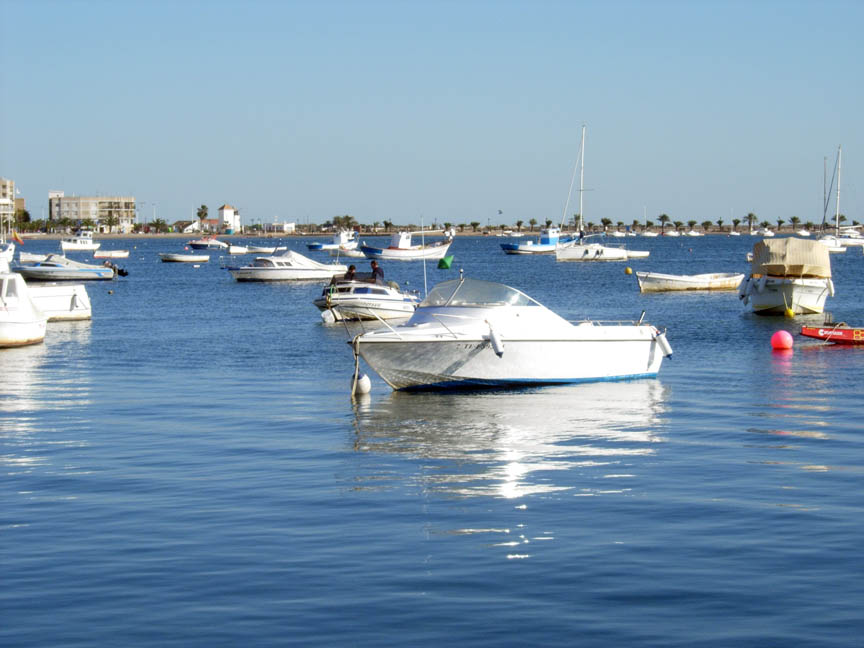
Barcos fondeados. Al fondo se encuentran las Salinas.
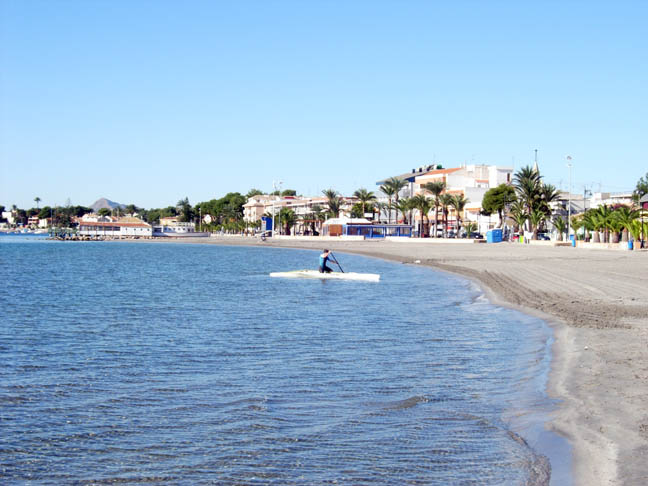
Playa.
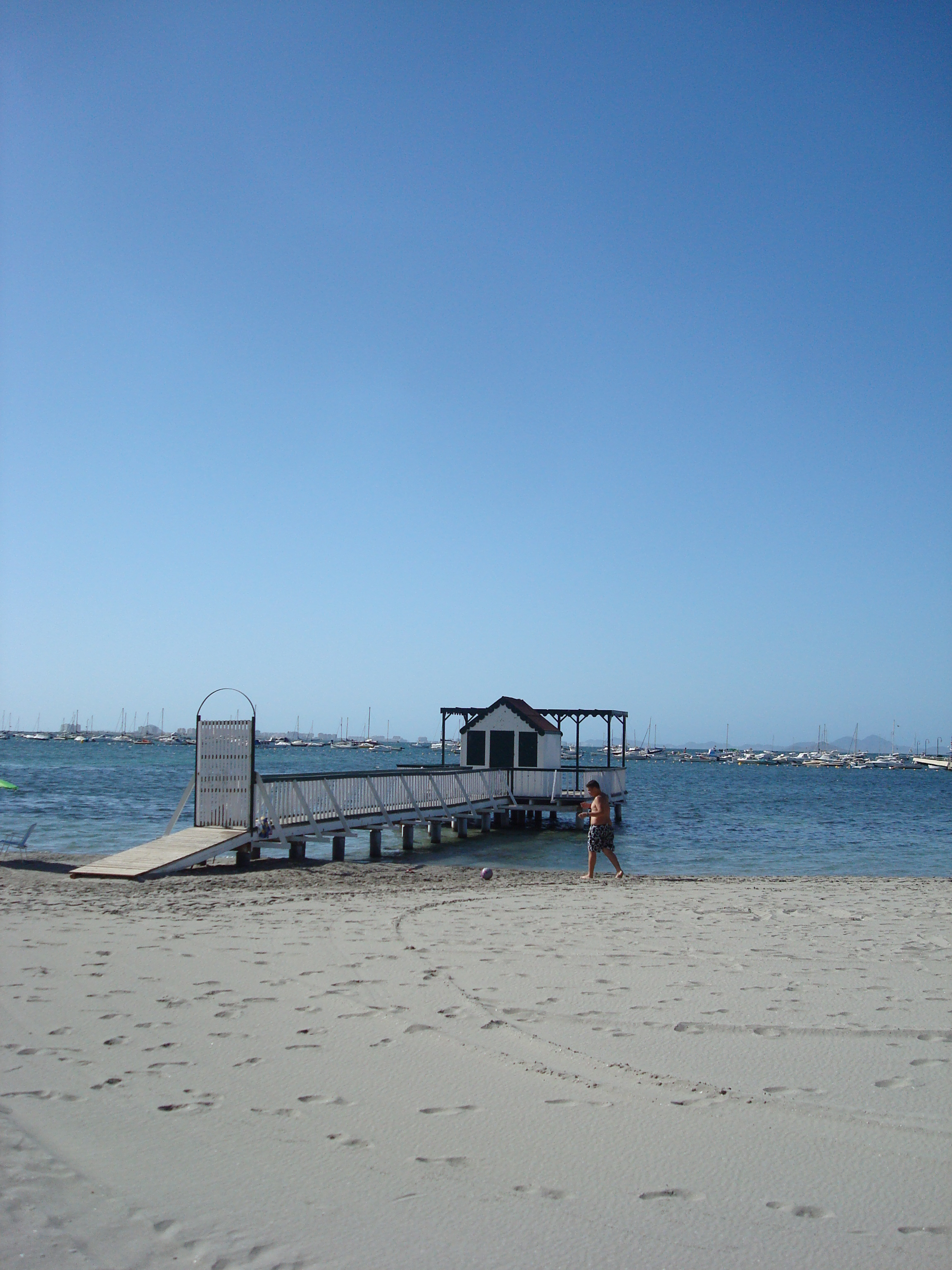
Balneario
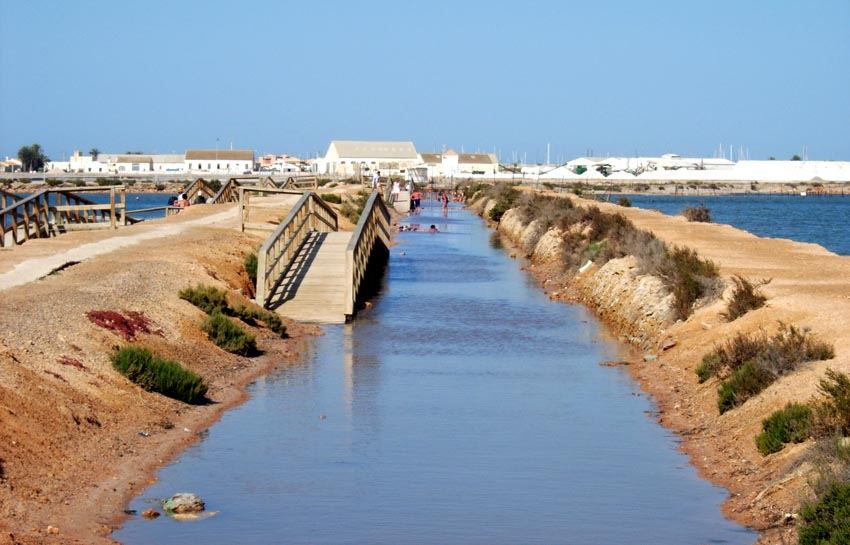
Charcas
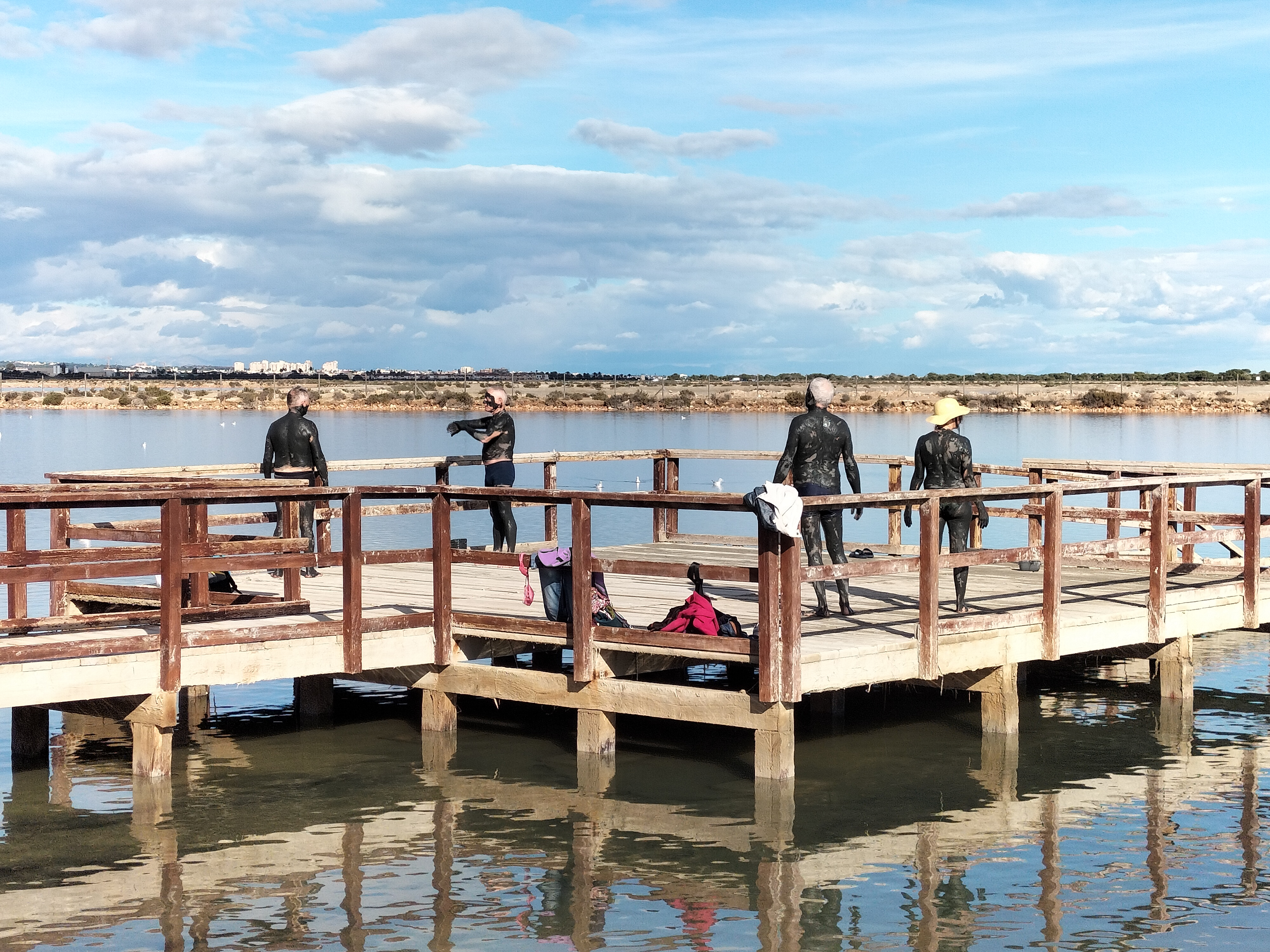
Baño de lodos
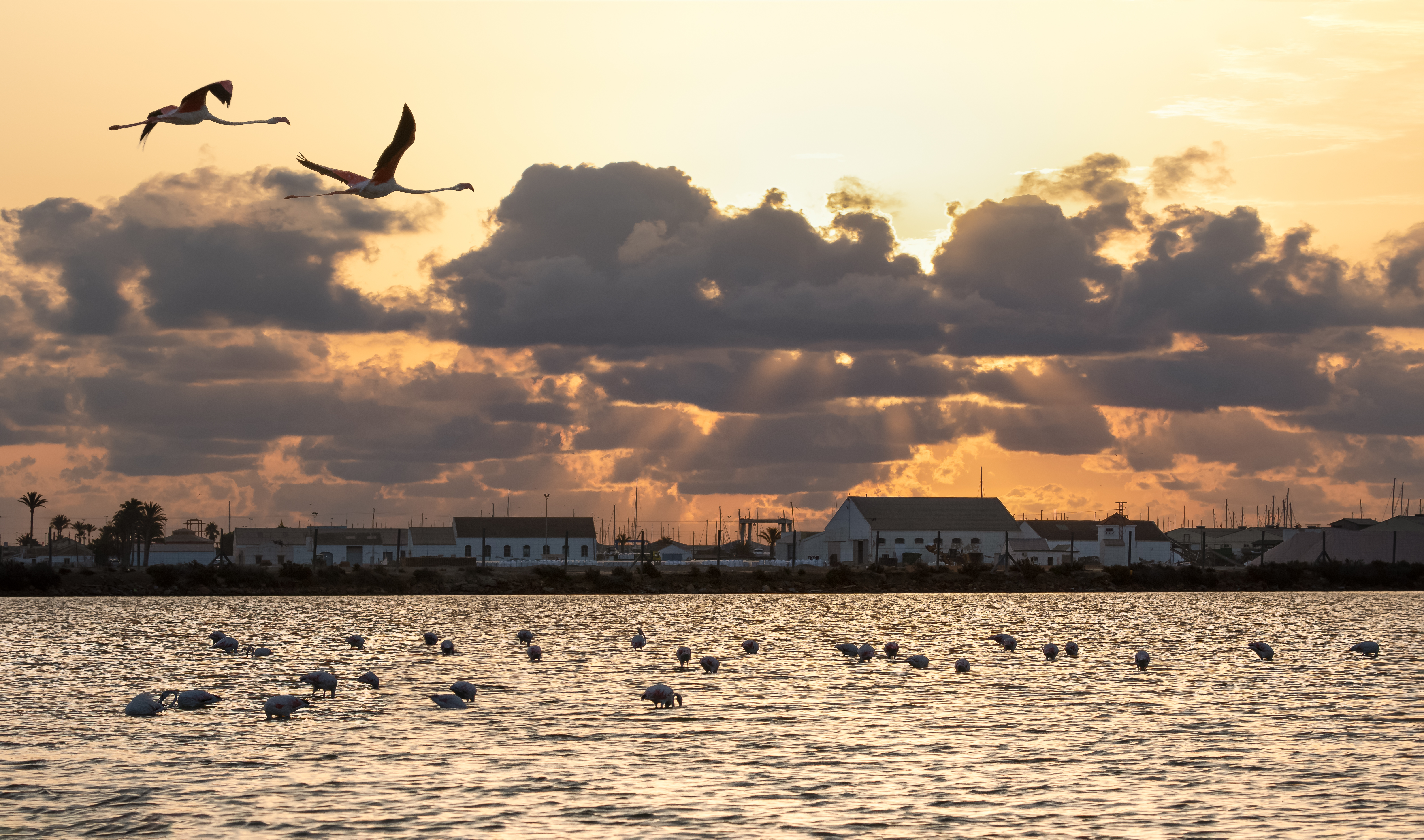
Flamencos
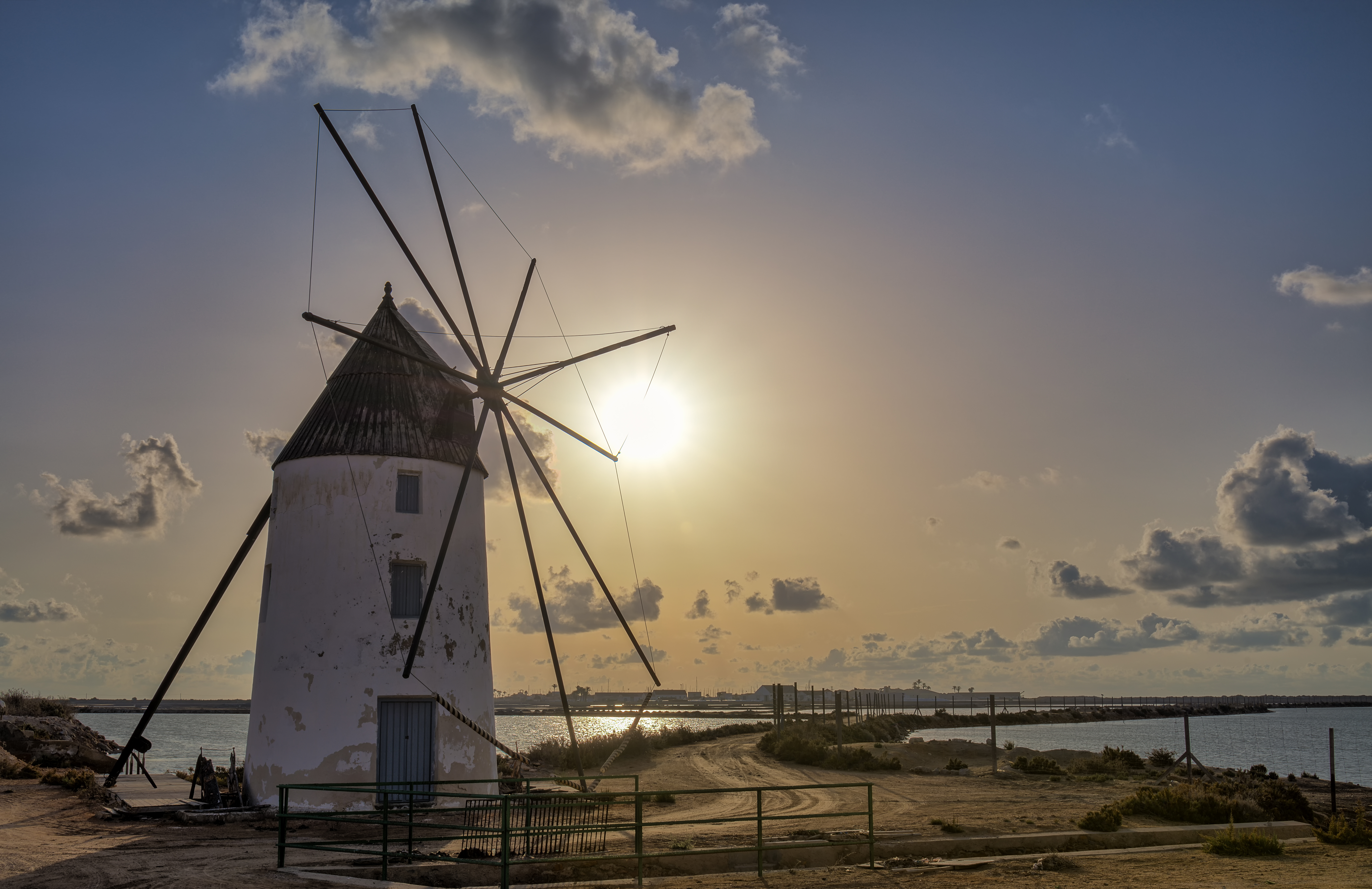
Molino de viento